# Sean Combs
Sean Love Combs (született: Sean John Combs; New York, New York, 1969. november 4. –) művésznevein Puff Daddy, P. Diddy vagy Diddy, háromszoros Grammy-díjas amerikai rapper és producer. 2022-ben a hiphop történetének harmadik milliárdosa lett.
A 2020-as amerikai elnökválasztás idején Combs azt nyilatkozta, hogy azt szeretné, ha Joe Biden nyerné az elnökválasztást. Véleménye szerinte a Trumphoz hasonló fehér férfiakat száműzni kell.

## Élete
Anyja modell volt, apja pedig az amerikai légierőnél szolgált. 1993-ban alapította saját lemezkiadóját. 1997-ben kezdte el rapkarrierjét. Első nagylemeze ugyanebben az évben jelent meg. Azóta még öt stúdióalbum került ki a kezei közül. Egy hatodikat is tervez, de annak a bemutatója egyelőre ismeretlen. Több dala is sláger lett, díjakat is nyert hosszú pályafutása alatt. Más rapperekkel és együttesekkel is zenélt együtt. Több vendégszereplése volt tévéműsorokban és filmekben. 1990 (technikailag 1997) óta egészen a mai napig folytatja tevékenységét. Combs 2020 októberében bejelentette, hogy Joe Bident támogatja az amerikai elnökválasztáson, majd megalapította a "Mi Fekete Pártunk" nevű politikai pártot.

## Szexuális zaklatási ügyek
2017 májusában Cindy Ruela, aki korábban a rapper személyi szakácsa volt, feljelentette Combst, többek között szexuális zaklatás vádjával. 2019 februárjában bíróságon kívül egyeztek meg a felek.
2023. november 16-án, Combs korábbi partnere, Cassie Ventura, pert indított a rapper ellen, nemi erőszak, szexkereskedelem és testi sértés vádjával. A vád szerint ezek mellett Combs felrobbantotta Kid Cudi amerikai előadó, Ventura akkori partnere, autóját. Combs és Ventura bíróságon kívül egyezett meg másnap. 2023. november 23-án két további pert is indítottak Combs ellen, szintén szexuális zaklatás, illetve bosszúpornó létrehozása vádjával. Az egyik vádiratban az állt, hogy 1990-ben vagy 1991-ben Combs és Aaron Hall szexuálisan zaklattak egy nőt és ezt Combs felvette.
2023 decemberében egy hónapon belül négy szexuális zaklatás miatti per indult ellene; a legutolsó vád szerint Combs egy 17 éves lányt erőszakolt meg 2003-ban. Még ugyanezen a napon Combs tagadta a vádakat közösségi média oldalain. 2024 februárjában egy ötödik per is indult ellene, mikor Rodney – Lil Rod – Jones producer eljárást indított ellene. A vádirat szerint Combs kábítószerekkel elkábította és szexuálisan zaklatta Jonest és arra kényszerítette, hogy nemi kapcsolatot létesítsen szexmunkásokkal. Combs ügyvédje azt mondta, hogy a vád fikció volt.
2024. március 1-én a felperest arra szólították a 2003-as ügyben, hogy hozza nyilvánosságra kilétét.
2024. március 25-én az Egyesült Államok Belbiztonsági Minisztériuma razziát tartott Combs több otthonában is Los Angeles, New York és Miami városaiban.

## Albumai
- No Way Out (1997)
- Forever (1999)
- The Saga Continues... (2001)
- Press Play (2006)
- Last Train to Paris (2010; Dirty Moneyval)
- The Love Album: Off the Grid (2023)